# Airola
Airola är en ort och kommun i provinsen Benevento i regionen Kampanien i Italien. Kommunen hade 8 390 invånare (2017).